# Better Than I Know Myself
Singles de Adam Lambert
Sleepwalker
(2011) Never Close Our Eyes (avril 2012)
Better Than I Know Myself est une chanson du chanteur américain Adam Lambert, issue de son deuxième album Trespassing. La chanson est sortie en tant que single aux États-Unis le 20 décembre 2011, et diffusée dans ce pays à la radio pour la première fois le 24 janvier 2012. Better Than I Know Myself a été écrit et produit par Dr Luke, Cirkut, Ammo, et coécrit avec Claude Kelly.

## Formation et composition
Le 15 décembre 2011 RCA Records a annoncé que Better Than I Know Myself servirait de premier single pour le deuxième album du chanteur, Trespassing, prévu pour mars 2012. Le jour suivant, la chanson complète est mise en ligne sur le web, puis disponible sur iTunes le 20 décembre 2011.
La chanson est classée dans electro-pop/ballade. Elle est composée de divers instruments, notamment le clavier, un thumping bass beat, avec « un fond electro un peu rétro », déclare Bill Lamb, journaliste de About.com. Littéralement, la chanson parle d'une douloureuse séparation. Adam Lambert veut faire passer ce message : « un amant qui sait comment tu es à l'intérieur et à l'extérieur ».

## Critiques
La plupart des critiques ont été bonnes. Contessa Gayles, journaliste d'AOL, a déclaré : « La star d'American Idol nous réalise un mid-tempo avec Dr Luke et Claude Kelly, parlant d'un amant qui sait comment tu es à l'intérieur et à l'extérieur », et a surnommé la chanson « ballade épique au piano ». Elle a également félicité Lambert pour sa voix. Bill Lamb a cependant lui énoncé : « La voix d'Adam Lambert est un instrument unique et puissant, mais quand la chanson est réalisée par des artistes peu terribles, même la plus belle voix ne peut changer complètement les choses ».
Liz Barker de MTV a affirmé ceci : « Une des plus grandes chansons d'Adam, la piste la plus audacieuse et la plus belle à ce jour ». Jason Lipshutz de Billboard magazine, qui avait adoré la chanson Whataya Want from Me, annonce ceci : « Bien que Better Than I Know Myself n'est pas immédiatement accablante, les listenings répétés amplifient la vulnérabilité sauvage d'Adam Lambert [...] comme tout artiste de pop talentueux, Lambert comprend la réflexion subtile ainsi que l'emphase épique ». Selon Jody Rosen de Rolling Stone, ce single met en valeur « la voix extraordinaire d'Adam Lambert ».

## Clip vidéo
Le clip-vidéo a été réalisé par Ray Kay et mis en ligne le 3 février 2012 sur la page Vevo officielle d'Adam Lambert.

## Performances en live
Lambert est apparu dans divers shows TV américains pour promouvoir son single, notamment à The Tonight Show le 17 janvier 2012, suivi de The Ellen DeGeneres Show le 19 janvier 2012.

## Liste des pistes
- Digital download[9]

1. Better Than I Know Myself – 3:36

- CD single

1. Better Than I Know Myself – 3:35
2. Better Than I Know Myself (Alex Ghenea Remix) – 3:23

## Classement
Aux États-Unis, la chanson a débuté au no 76 au Billboard Hot 100 sur le graphique de la semaine du 7 janvier 2012, avant sa diffusion à la radio.
| Classement (2011-2012)                | Meilleure osition |
| ------------------------------------- | ----------------- |
| Australie (ARIA)                      | 83                |
| Canada (Canadian Hot 100)             | 56                |
| Finlande (Suomen virallinen lista)    | 6                 |
| Japon (Japan Hot 100)                 | 9                 |
| États-Unis (Billboard Hot 100)        | 76                |
| États-Unis (Adult Top 40) (Billboard) | 24                |